# Giardino Bardini
Il giardino Bardini è un giardino storico di Firenze, in zona Oltrarno. Si estende su un'ampia zona collinare dalle pendici di piazzale Michelangelo fino all'Arno, tra piazza dei Mozzi, via de' Bardi, costa Scarpuccia, costa San Giorgio e la via di Belvedere (con due accessi, uno a monte annesso a villa Bardini e uno a valle presso il palazzo dei Mozzi), per una superficie totale di circa 4 ettari.
Nel 2013 il circuito museale del Giardino di Boboli, che comprende anche il Museo degli Argenti, la Galleria del Costume, il Museo delle porcellane e il Giardino Bardini, è stato il sesto sito italiano statale più visitato, con 710.523 visitatori e un introito lordo totale di 2.722.872 Euro. Nel 2016 il circuito museale ha fatto registrare 881.463 visitatori..

## Storia

### I terreni dei Mozzi
La cosiddetta collina di Montecuccoli, dove si estende il parco attuale, appartenne sin dal medioevo alla famiglia dei Mozzi e confinava con il loro palazzo. Già nel 1259 è citato un orto murato adiacente alla parte posteriore del palazzo (ancora lontano dall'idea di giardino che si sviluppò nel Rinascimento), mentre la zona più alta del parco era destinata all'agricoltura, per lo più coltivato ad olivi su terrazzamenti in forte pendenza e fin dai documenti più antichi indicato come "terrenum de Mozzis".
Nel 1309, dopo il tracollo familiare, palazzi, case e terreni vennero acquistati dal libero Comune, salvo poi ritornare nelle mani della famiglia Mozzi nel 1591, che mantenne la proprietà fino al 1880, gradulamente decorando e abbellendo la parte verde. 

### Villa Manadora e il suo giardino
Accanto al nucleo storico dei Mozzi si estendeva a ovest fino a porta San Giorgio una proprietà separata, dove esisteva dalla prima metà del Seicento la cosiddetta villa Manadora (oggi villa Bardini), fatta costruire da Francesco Manadori all'architetto Gherardo Silvani e passata poi ai Cambiagi. Nel primo Ottocento Luigi Le Blanc (Jacques-Louis Leblanc) e suo figlio Giacomo vennero in possesso di quella villa e quest'ultimo trasformò il parco in un giardino all'inglese, con boschi, vialetti tortuosi, statue e fontane. Risalgono a questo periodo la Kaffeehaus con grotta ancora esistente, simile a un'analoga struttura nella parte di proprietà dei Mozzi.

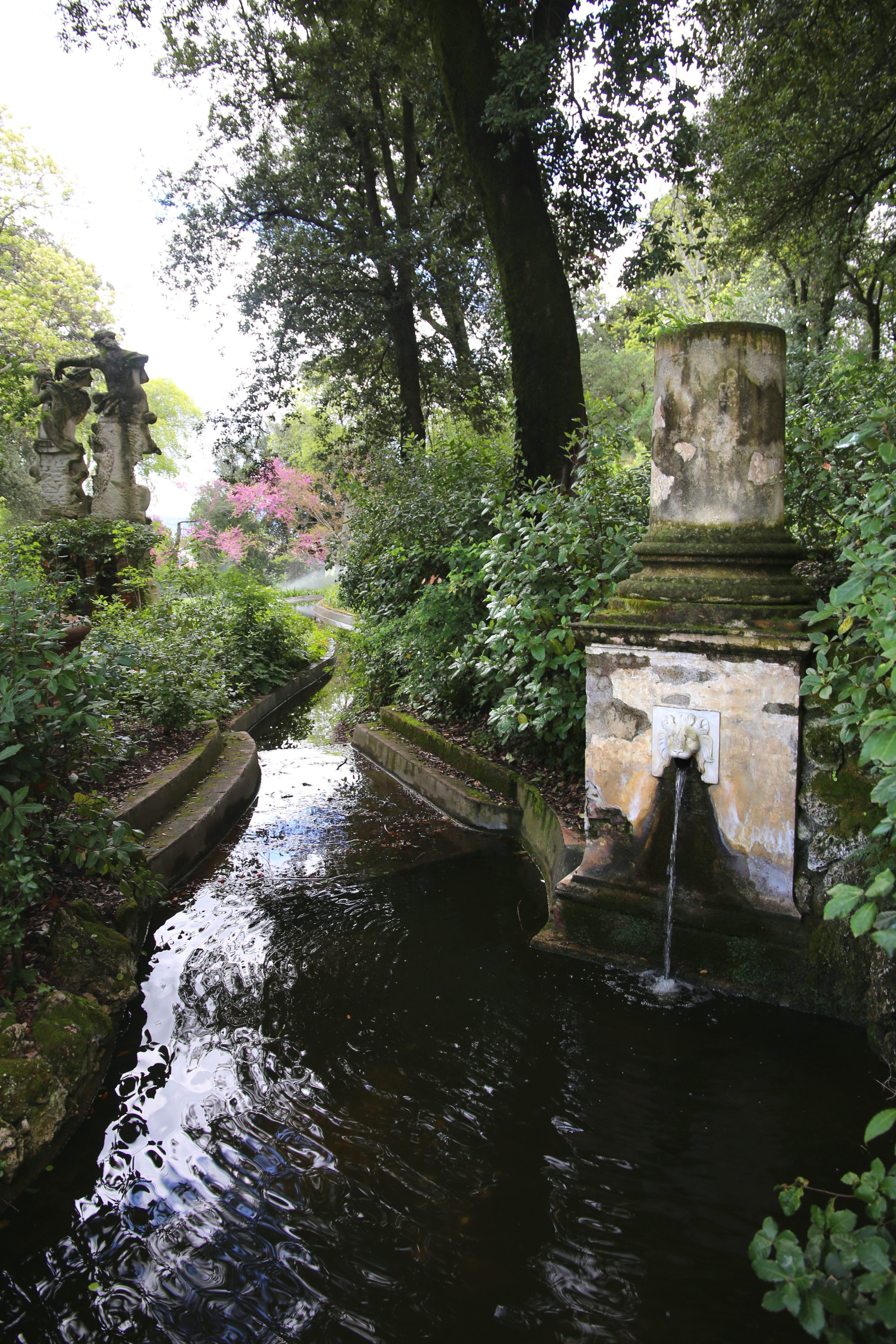
Fontana del Drago, posta nella parte superiore del giardino Bardini

### Unificazione e declino

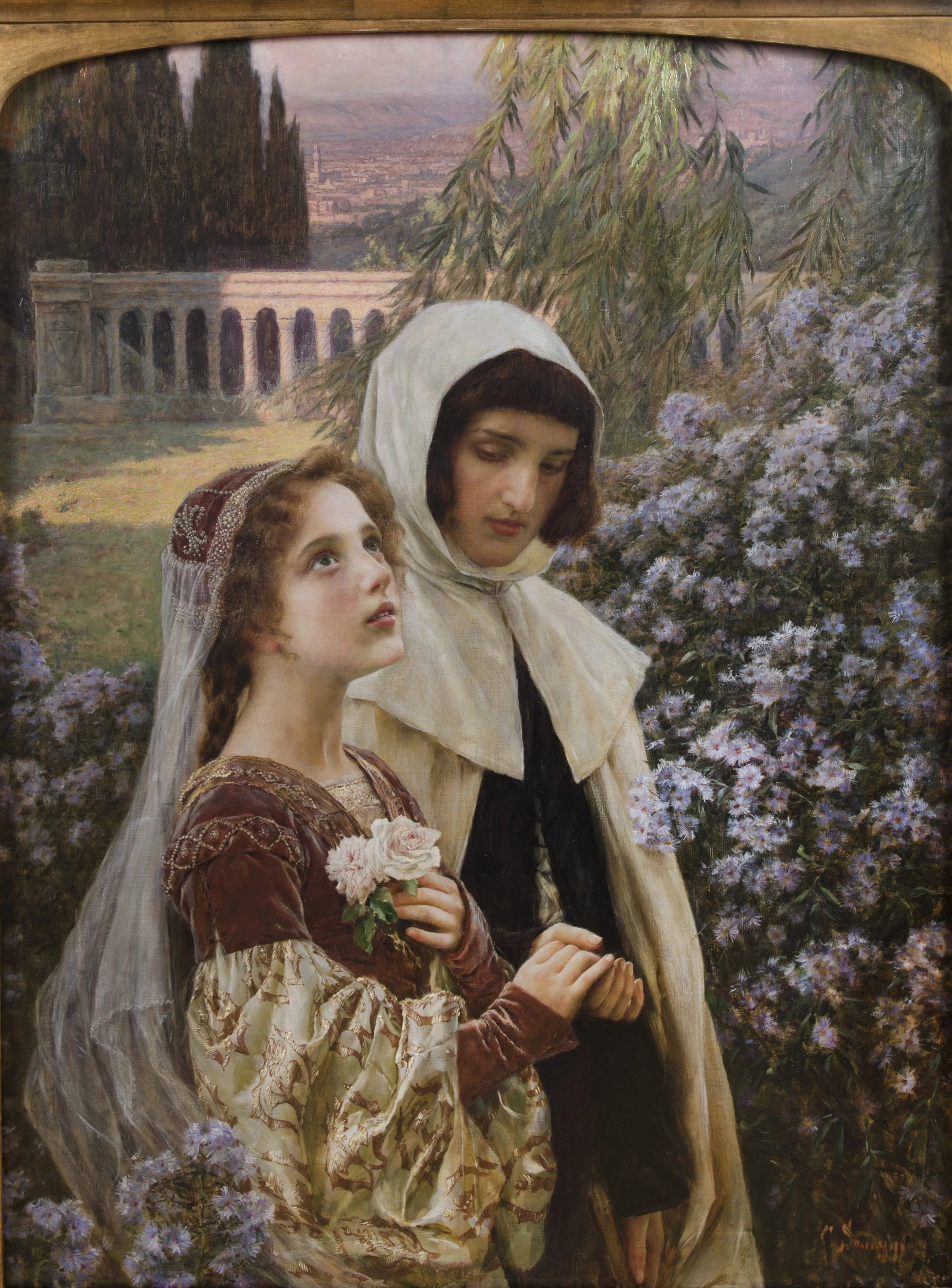
Incipit Vita Nova - Dante e Beatrice in giardin, di Cesare Saccaggi (1903); sullo sfondo si vede la terrazza panoramica del giardino Bardini

Nel 1839 i Mozzi divennero gli unici proprietari delle due tenute, ma anziché intraprendere sostanziali lavori di modifica, mantennero il carattere peculiare di ciascuna zona, con un viale che, con ampie curve, saliva fino al boschetto romantico. In questa sua nuova configurazione il giardino appare segnalato dalle guide del tempo come "delizioso e vastissimo il quale, nonostante che sia in costa piuttosto ripida e scoscesa, è comodamente accessibile con le carrozze per una comoda e bella strada apertasi nel decorso anno 1841" . 
Nel 1880 il complesso, oramai in abbandono per il declino delle fortune economiche dei proprietari, fu espropriato e acquistato dai principi Carolath von Beuthen, che dotarono gli spazi verdi di elementi di gusto vittoriano. Il giardino venne citato nel dipinto di stile preraffaellita dal titolo Incipit vita nova, Dante e Beatrice in giardino del pittore Cesare Saccaggi (1903).

### La proprietà Bardini
Nel 1913 il complesso del palazzo Mozzi, della villa Manadora, del giardino barocco e all'inglese, oltre a alcuni terreni agricoli attigui ed edifici satellite, vennero acquistati dall'antiquario Stefano Bardini, il quale diede il via a una serie di grandi rinnovi e modifiche, in quella che fu la stagione più intensa del giardino, nell'ottica di esigenze di rappresentanza: "arricchito da elementi decorativi di varia provenienza assemblati col gusto tipico del collezionista che nulla esclude, il giardino diventò così un labirinto di tranelli per il conoscitore d'arte, chiamato a distinguere i materiali veri da quelli falsificati, i rimontaggi con inserimenti moderni dalle opere autentiche". 
Vanto di buona parte del Novecento, come documentano le immagini pubblicate da Ginori Lisci, un'eccezionale collezione di azalee e di agrumi (poi distribuiti in vari parchi e giardini demaniali quali Petraia, Castello e Poggio a Caiano). 
Nel 1965, con la morte del figlio di Stefano Bardini, Ugo, prese l'avvio un lungo e complicato iter burocratico sull'eredità: da antiquario aveva infatti deciso che, tra le disposizioni necessarie al passaggio delle proprietà in mano pubbliche, ci fosse quella di acquistare un'importante opera d'arte per i musei statali fiorentini, da effettuarsi con una somma messa a disposizione. Tale condizione, tra notevoli difficoltà burocratiche, si concretizzò solo nel 1996 grazie all'interessamento del ministro per i Beni culturali, il fiorentino Antonio Paolucci, attraverso l'acquisto dello Stemma Martelli di Donatello per il Museo del Bargello. Tuttavia lo spirito della disposizione venne forse tradito, perché di lì a poco l'intera collezione Martelli divenne statale, quindi più di un arricchimento per le collezioni si trattò di un trasferimento forzoso, interno alla soprintendenza. 

### Restauro e riapertura
Nell'anno 2000 tuttavia il complesso Bardini poté essere  affidato all'Ente Cassa di Risparmio di Firenze, attraverso la Fondazione Parchi Monumentali Bardini Peyron, che gestisce attualmente la proprietà. 
Gravemente danneggiato da decenni di abbandono, il giardino fu restaurato a fondo a partire da quell'anno, con la reintroduzione di alberi da frutto, piante e altri ornamenti, oltre alla cura delle statue e degli edifici, impiegando in totale cinque anni. Nel 2007 è stato aperto al pubblico con biglietto associato al giardino di Boboli.

## Descrizione

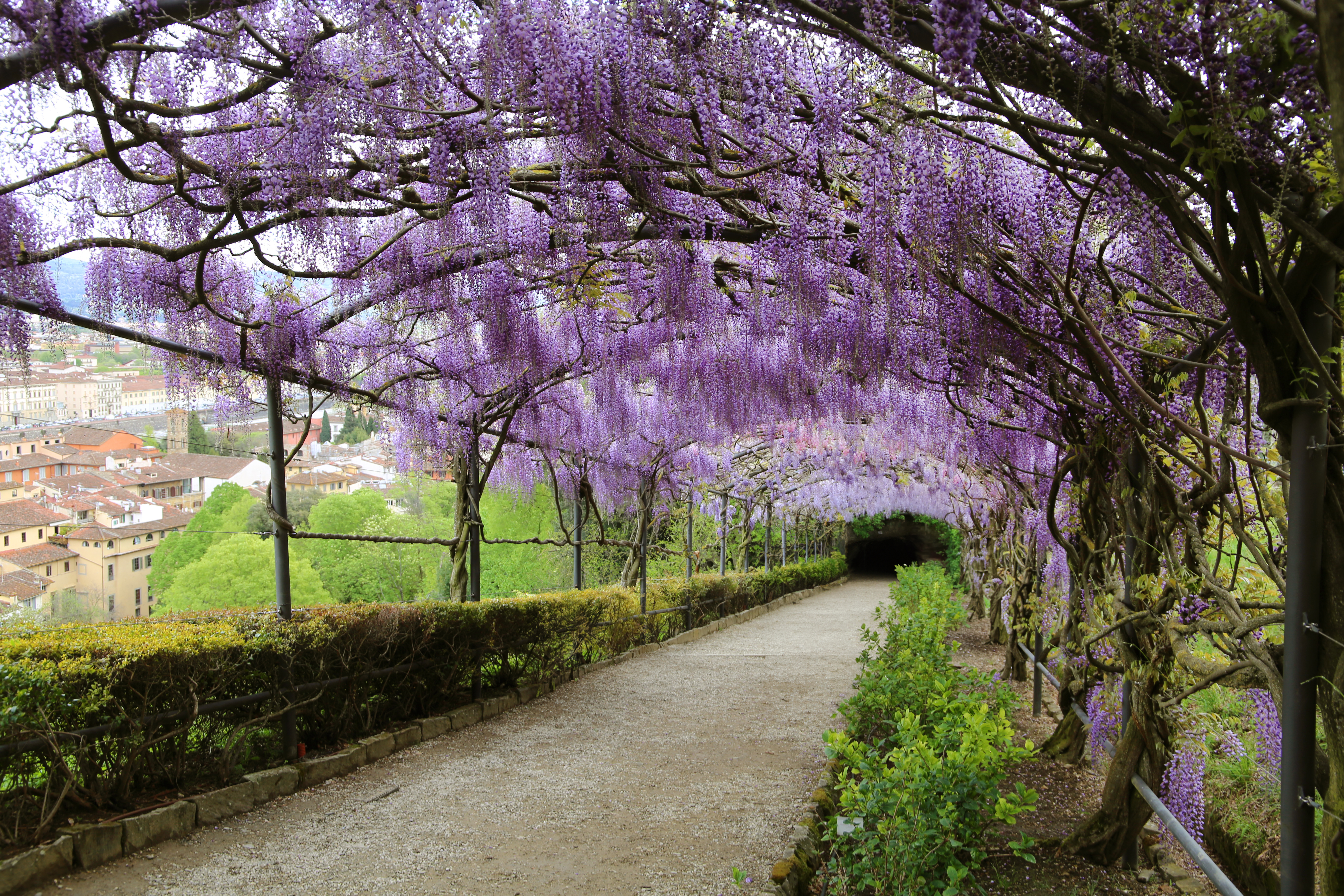
La galleria del glicine durante la fioritura

La parte più scenografica del giardino resta la grande scalinata barocca che culmina con un piccolo edificio-belvedere, dal quale si gode una spettacolare vista sulla città. Nelle vicinanze si trovano sei fontane decorate da mosaici e una grotticina rustica, con finte pianticelle di terracotta che si confondono con quelle vere. Numerose sono le rose e gli iris piantati, oltre alle ortensie e altre piante decorative. Molto apprezzato è il pergolato di più varietà di glicine, che fiorisce in aprile offrendo pittoreschi scorci con la città sullo sfondo. Nella parte più bassa esiste un teatro verde, ricavato nella vegetazione in una concavità del terreno.
Il giardino possiede un'altra grotta nella parte più alta, vicino alla Kaffeehaus. Fanno parte della decorazione inoltre un tempietto e varie fontane. Nel giardino resta una parte della statuaria collocata da Bardini.